# 이현우 (경찰)
이현우(李鉉雨)(1894-1923)는 친일파이다.

## 출생과 성장
이현우(李鉉雨)(1894-1923)는 1894년 경상남도 고성에서 태어났다. 고성 이씨인 그는 어렸을 때부터 유복한 아버지의 덕을 많이 보고 자랐다. 10살이 되던 때인 1904년 [한일의정서]가 체결되면서 일본 정부의 부름을 받아 가족들이 모두 일본으로 떠나게 되었다. 동경(東京) 이케바나현에서 자리를 잡고 살던 중 1905년 대한제국과 일본제국간의 을사조약(늑약)이 체결되자 그에 반발한 동경에 살고있던 광분한 한국인에 의해 이현우를 제외한 일가가 친일파로 낙점되어 죽었다. 이후 일본제국 외무부(外務部)에서 근무하고 있던 박민우(朴悶友)에 의해 키워졌다. 일본 천황의 눈에 들어 다른 사람보다 유달리 편한 출세가도를 걸어왔던 그는 일본서기(日本書紀)에 몇 페이지에 걸쳐 수록돼 있을 만큼 천황과 가까운 사이였다고 한다. 일본서기(日本書紀) 제 5권 '닌코 천황'의 45쪽 을 보면 '닌코 천황이 말하시길, 이현우는 비록 조선인의 아들로 태어났지만 눈매가 가늘고 매서우며, 갸름한 얼굴과 치아가 마치 일본 토박이를 연상케 했다 라고 하시며 이현우의 머리를 쓰다듬으셨다.'라는 구절에서 그것을 극명히 알 수 있다. 1910년 경술국치(庚戌國恥)가 발발하여 한일합병이 이루어지자 천황은 초대 통감인 데라우치에게 이 아이를 친히 부탁하면서 눈물을 흘렸다고 한다.

## 경찰이 되다, 그 이후
1910년 한일합방이 되고 나서 일본화된 이현우가 한국에 돌아온 것은 11월이었다. 귀국 직후 조선총독부 국세청에서 근무하였으나 낙하산인사라는 국세청 세무차장 아나히토 세이베[安受嬪(안수빈)]의 강력한 주장에 따라 경무청으로 자리를 옮겨 경위부터 시작하게 된다. 일본인과 한국인의 시기를 동시에 받은 이현우는 그 분노를 그당시 조선인에게만 해당이 되었던 태형령(조선태형령:1910-1919)을 빙자하여 풀었다. 그당시 안악사건으로 종로경찰서에 잡혀들어온 안명근을 너무나 가혹하게 취조하여 종로경찰서장이었던 김철호(金喆浩)도 그의 잔혹함에 혀를 내두를 정도였다고 한다. 1919년 3.1운동이 일어나자 태화관에 있던 민족대표 33인을 종로경찰서로 잡아들였으며 파고다 공원에서 경찰들을 선두지휘하여 조선인들로부터 '악마'라는 평을 듣기도 했다. 1923년 토지조사사업으로 독립투사들의 표적이 되고 있었던 동양척식주식회사에 특별 배치되어 순찰하던 중 나석주가 던진 수류탄으로 인해 목숨을 잃었다.

## 참고자료
- 김주형(현 대불대학교 역사철학과 교수) (1969년 6월 12일). 《조선경찰사》. 광주: 대교베텔스만. ISBN 7525379023 |isbn= 값 확인 필요: checksum (도움말).
- 권유리 (1994년 2월 15일). 《여성의 관점으로 본 한국근현대사》. 서울: 까치. ISBN 9409768234 |isbn= 값 확인 필요: checksum (도움말).